# Cliffhanger (comics)
Pour les articles homonymes, voir Cliffhanger (homonymie).
 (juillet 2014).
Si vous disposez d'ouvrages ou d'articles de référence ou si vous connaissez des sites web de qualité traitant du thème abordé ici, merci de compléter l'article en donnant les références utiles à sa vérifiabilité et en les liant à la section « Notes et références ».
Cliffhanger était un label de Wildstorm, publiant des comics en creator-owned. Il fut fondé en 1998, quand Wildstorm était encore une partie d’Image Comics (le studio a depuis été vendu à DC Comics), par trois des plus populaires dessinateurs de comics du moment; Joe Madureira, J. Scott Campbell et Humberto Ramos.
Le label s’arrêta durant l’été 2004 quand il fut fusionné avec Homage Comics et la ligne Eye of the Storm pour former Wildstorm Signature.

## Histoire
La première sortie du label fut la série d’espionnage de Campbell, Danger Girl, en mars 1998, suivi par le premier épisode de la série de fantasy de Mad, Battle Chasers, un mois plus tard et, en mai, Crimson, série de Ramos mettant en scène un vampire adolescent.
Tandis que Danger Girl et Battle Chasers étaient très populaires et au sommet des classements chaque fois qu’un numéro sortait, les deux séries souffraient de retards très importants, les dessinateurs semblants incapables de tenir une cadence mensuelle : seulement 8 épisodes de Battle Chasers parurent entre son lancement en avril 1998 et son transfert chez Image Comics en 2001 et il fallut près de 3 ans à la mini-série de 7 épisodes Danger Girl pour être complétée.
D’un autre côté, le troisième titre Cliffhanger, Crimson d'Humberto Ramos devint la série la plus durable de la ligne, avec 24 épisodes, avant sa conclusion en février 2001.
Au printemps 2000, Chris Bachalo et le scénariste Joe Kelly créèrent le quatrième titre du label, Steampunk. Il fut suivi du second titre Cliffhanger de Ramos, Out There, en mai 2001.
Bien que de nouvelles mini-séries soient constamment publiées sous le label, comme High Roads par le dessinateur Leinil Francis Yu et le scénariste Scott Lobdell (2002) et en 2003 Arrowsmith par Kurt Busiek et Carlos Pacheco, The Possessed par Geoff Johns et Kris Grimminger illustré par Liam Sharp et Kamikaze, écrit par Humberto Ramos avec des dessins de Francisco Herrera, le label avait perdu l’essentiel de son charme initial quand ses fondateurs arrêtèrent leurs titres.
Souvent la décision de publier ou non un titre sous le label était dur à comprendre pour les fans, par exemple quand deux mini-séries (Tokyo Storm Warning et Two-Step) écrites par Warren Ellis furent publiées en 2003 sous le label Cliffhanger, tandis qu’une paire d’autres paraissaient dans le même temps sous le label Homage Comics de Wildstorm.
Fin 2003 le label fut aussi utilisé pour publier les recueils (trade paperbacks) de Epicurus The Sage et The Maxx avec du matériel qui avait été auparavant publié par Image Comics, avant d’être finalement fusionné avec Homage Comics et la ligne Eye of the Storm de Wildstorm en 2004 pour former l'ensemble Wildstorm Signature.

## Publications
- Arrowsmith (2003)
- Battle Chasers (1998)
- Crimson (1998)
  - Crimson Sourcebook (1999)
  - Crimson: Scarlet X - Blood On The Moon (1999)
- Danger Girl (1998)
  - Danger Girl 3D Special (2003)
  - Danger Girl Kamikaze (2001)
  - Danger Girl Special (2000)
  - Danger Girl: The Dangerous Collection (1999)
  - Danger Girl: Hawaiian Punch (2003)
  - Danger Girl: Viva Las Danger (2004)
- Epicurus the Sage (2003)
- High Roads (2002)
- Kamikaze (2003)
- Out There (2001)
- The Possessed (2003)
- Steampunk (2000)
  - Steampunk: Catechism (2000)
- Tokyo Storm Warning (2003)
- Two-Step (2003)
- Wildstorm Cliffhanger Sketchbook (1998)